# JWA関西
JWA関西（ジェー・ダブリュー・エー・かんさい）は、かつて関西を中心に活動していたアマチュアプロレス団体（JWA関西では「プロスタイルレスリング」と表現していた）。

## 歴史
1975年、プロレス団体と呼ばれる団体は新日本プロレス、全日本プロレス、全日本女子プロレスの3団体しか存在せず、プロレスラーとは一部の恵まれた体格を持つ者だけの存在であった。当時は大学のプロレス同好会が活動していたが、それは学園祭で披露されるあくまでも余興的色合いが強く、本物のプロレスとは大きく異なるものであった。一方で実技形式で試合を行う団体が日本各地に存在し、1976年、関東で活躍していたビッグ赤平と関西で活躍していたファイター藤本とブロンコ釣田が交流を深めていった。こうした流れの中でファイター藤本は「常人体格者でも、きちんとした基礎トレーニングを元にスポーツとしてのプロレスを確立し心身を鍛錬する事ができる」との信念の下で、ブロンコ釣田と共にJr.NWA（ジュニア・エヌ・ダブリュー・エー）を設立。
1978年8月20日、日本テレビ系列のテレビ番組「11PM」で行われたスタジオマッチ「アマチュアプロレス日本一決定戦」に、同番組の出演者である藤本義一の立ち会いの下でビッグ赤平とファイター藤本のライバル対決が実現。ファイター藤本が勝利して後に両者がアマチュアプロレス全国統一機構「JWA（ジェー・ダブリュー・エー、ジャパン・レスリング・アソシエーション）」を結成。全国統一機構ではあるが、あくまでも各アマチュアプロレス団体独立採算制を取っており、JWA同士での選手交流もさかんに行われる事となる。10月、住吉公園内の体育館でJWA関西の旗揚げ戦を開催。最盛期にはJWA関東、JWA関西、JWA盛岡、JWA浜松、JWA東海（現：東海プロレス）が熱戦を繰り広げていた。
こうした戦いの中「プロスタイルレスリング」というジャンルを確立してプロへとステップアップしていった選手も多い。アマチュアでありながら時にプロ選手の試合を超える数々の勝負を残し、プロレス評論家の田鶴浜弘からも高い評価を得ていた。JWA関西は住吉公園内の体育館を常設会場として2ヶ月に1度のペースで試合を行い、常時100人を超す観客が集まり観客の中からも後にプロを志す選手を多数輩出していた。
1992年、練習中に所属選手が重傷を負う事故が発生し、事態を重く見たJWA関西は1年間活動停止して運営と活動内容について話し合われた。このようにアマチュアプロレス団体としての運営を重視していたJWA関西は、所属選手のケガや事故等には徹底的に毅然とした対応を取っていた。
1998年8月16日、旗揚げ20周年記念大会を大阪府立体育会館第2競技場で開催。当時はプロ団体でも集客の難しい時代の中で、入場無料とは言えプロ団体を上回る入場者数を記録。数々のOBが見守る中でリングアナウンサーにより「プロレス西の聖地にアマチュアプロレスが初見参」とコールされると試合会場が大きく沸き、この日の大会ではNPWのファイター藤本もOBとして特別参戦しミッキー隼野と熱戦を繰り広げる。メインイベントではJWA関西とJWA東海の頂上タッグ対決（原田智也&ブラックアスカ組対シュガーウェーブ・ヤス&新村一樹組）が実現（試合後、原田を破った新村に「30周年は俺が勝ってやる」とアピールするが皮肉にも解散となる旗揚げ30周年記念大会で原田が新村をフォールして実現される事となる）。
2003年、アマチュアプロレス団体としての存続にこだわるJWA関西と、2000年から社会人プロレス団体として活動しているJWA東海プロレスが方向性の違いから交流を休止。JWAの名前を残したまま2派に別れての活動となる。この頃にはすでにJWA盛岡とJWA関東も解散しており、JWAは統一機構としての役目を終える事となる。
しかし時代の流れとともに、インディー団体の乱立によるプロ選手のレベル低下、所属選手の減少、スタッフの高齢化等の問題が浮上。わざわざアマチュアプロレス団体に行かずとも誰でもプロ選手を名乗れる時代になった現在のインディー団体の乱立状態に強い危機感を持っていたが、たとえアマチュアであっても、プロレスとしてこれ以上試合のクオリティーを下げるべきではないという総意の下、2008年10月26日に住吉公園内の体育館で開催した旗揚げ30周年記念大会を最後に解散。最後の興行になった旗揚げ30周年記念大会ではかつてのOBが集まったのをはじめ、交流を休止していたJWA東海プロレスも提供試合を行い、JWA東海プロレスを退団してプロに転向していた数々の選手も集まり有終の美を飾った。メインイベントは王者・御堂晃由対挑戦者・大迫貴史のJWA関西選手権試合を行い、御堂を破った大迫が最後のJWA関西王者になった。全試合終了後にリングアナウンサーの宮脇により改めて解散がコールされ、選手とスタッフで観客を見送った。体育館のロビーでは泣き崩れる女性ファンや、いつまでも選手達と交流しようとするファンで、ごったがえした。

## タイトル
- JWA関西王座

## 所属選手
- シュガーウェーブ・ヤス
- ヒットマン・リュウ
- バッファロー坂田
- ファイター藤本
- ディッキー磯上
- ジャッキー三木
- レンジャー松永
- レンジャー溝口
- ブロンコ釣田
- ミッキー隼野
- ミッキー隼野Jr.（現：CIMA）
- キラー今堀
- 三代将太郎
- 雷電横山
- 伊佐川豊
- 原田智也
- 中野文武
- 吉野正人
- 柿本大地
- 安藤雅樹（現：安藤雅生）
- 新村一樹
- 大浜克二
- 地車だん吉
- 大迫貴史
- 御堂晃由（現：ダイナ御堂）
- 鳥居はるみ

## スタッフ

### レフェリー
- 藤原速人
- 大浜克二
- ディッキー磯上

### リングアナウンサー
- 宮脇正治
- 牛渡庸仁

### 音響
- 白石尚士

### 事務局長
- 松井雅也